# Ablávio (censual)
Ablávio (Ablavius) foi um oficial romano do final do século IV/V. Era primo de Evécio e ocupou a posição de censual. Talvez fosse nativo de Córico e seu posto foi provavelmente municipal.